# Steve Cook (futebolista)
Steve Anthony Cook (Hastings, 19 de abril de 1991) é um futebolista inglês que atua como zagueiro. Atualmente, defende o clube inglês Nottingham Forest.
Em 4 de janeiro de 2022, Cook assinou um contrato de dois anos e meio com o Nottingham Forest.
Em 9 de agosto de 2023, ele foi contratado pelo Queens Park Rangers por dois anos.

## Títulos
Bournemouth
- Football League Championship: 2014–15[3]